# Armand de Polignac

Wappen des Hauses Chalençon de Polignac

Armand Jules Marie Heraclius de Chalençon, Duc de Polignac (* 17. Januar 1771 in Paris; † 1. März 1847 in Saint-Germain-en-Laye) war ein französischer Hochadeliger und bayerischer Fürst.

## Leben
Er war der Sohn des französischen Kavallerieoffiziers Jules François Armand de Chalençon, Comte de Polignac (1745–1817), und dessen Gattin Gabrielle geb. de Polastron (1749–1793). Der spätere französische Premierminister Jules de Polignac (1780–1847) gehörte zu seinen Geschwistern.
Wegen ihrer Nähe zum Königspaar flüchtete die Familie im Revolutionsjahr 1789 aus Frankreich. Armand lebte zunächst mit seinen Eltern in Koblenz, später, nach dem Tod der Mutter, mit seinem Vater in Russland. Zusammen mit seinem Bruder Jules nahm er 1804 an der Verschwörung Georges Cadoudals und Jean-Charles Pichegrus gegen den Ersten Konsul Napoleon Bonaparte teil. Deshalb saßen die Geschwister bis 1814 im Gefängnis. Beim Sturz Napoleons befreit, wurde Armand 1815 Mitglied in der Deputiertenkammer, mit dem Tod des Vaters 1817 auch Herzog von Polignac und Pair von Frankreich. Unter König Ludwig XVIII. fungierte er als Adjutant dessen Bruders, des Grafen von Artois, der 1824 als Karl X. den Thron bestieg. 1825 avancierte Armand de Polignac zum ersten Stallmeister des Königs, sein Bruder wurde 1829 des Königs Premierminister. Als Karl X. 1830 ins Exil gehen musste, begleitete ihn Armand de Polignac nach England und 1832 nach Prag.
Später lebte er überwiegend in Bayern; König Ludwig I. erhob ihn 1838 in den bayerischen Fürstenstand.
Armand de Polignac war ab 1790 verheiratet mit Freiin Idalie Johana Lina von Neukirchen genannt von Nievenheim (1775–1862). Beider Sohn Jules Armand Jean Melchior de Polignac (1817–1890) diente als bayerischer Offizier.